# 尹恩惠
尹恩惠（韓語：윤은혜，1984年10月3日—），韓國女演員、模特兒及女歌手。畢業於Joong Kyung高中、慶熙網路（CYBER）大學（Kyung Hee Cyber University）旅遊管理學系（2003年–2007年）。

## 經歷

### Baby V.O.X時期
當因為Baby V.O.X的第五位成員因醜聞而被逐出組合後，尹恩惠被挑選出來替代該成員。當時剛出道的她只有15歲，是該組合歷來最年輕的成員。在她加入樂隊的這段時間，Baby V.O.X共推出了4張大碟，而她也在第三張專輯的MTV中擔任主角演出。她在2005年7月離隊，並轉而投身表演事業。

### 演出事業
在剛開始她的演藝事業時，尹恩惠曾於處境喜劇《彩虹羅曼史》飾演一個小角色，後來成為了SBS的綜藝節目《X-Man》的主持之一。雖然透過主持《X-Man》令她的知名度提高了，但尹恩惠因為想從事演戲事業而辭去了主持的工作。2006年，她通過首部主演的電視劇《宮》獲得非常大的成功，使她成功轉型為演員，知名度的提高為她帶來許多廣告代言的機會。她接著拍攝的KBS的電視劇《葡萄園之戀》同樣也獲得成功。
2007年初，劇本邀約如雪片般不斷飛來，恩惠考慮許久之後決定接演《順其自然》，可是因為經紀公司的阻撓，加上身體的不適，演出被迫取消了。之後恩惠消沉了一段日子，跟經紀公司的關係瀕臨破裂。隨後在4月初接到MBC的電視劇《咖啡王子1號店》劇本之後決定出演，該劇在播出之後大受好評，也因此新聞不斷，在結束前爆出「尹恩惠跟經紀公司關係破裂，以致於片酬一毛未得」的新聞，還好不久此事就圓滿解決了。《咖啡王子1號店》結束之後，尹恩惠的身價已成為頂級演員，代言工作络绎不绝。
2008年，韓國版的《首映》雜誌公布「韓國演藝圈百大影響力人物」，憑《咖啡王子1號店》再創事業高峰的尹恩惠則首度入榜。
2009年，復出作品KBS的《拜託小姐》飾演女主角江惠娜，她的演出獲得觀眾一致好評。後在《個人取向》中客串出演男主角的初戀情人——尹恩書，優雅的形像大受好評。她原定出演的《Love song》（即韓版《甜蜜蜜》），因朴容夏的離世而擱淺直至官網撤銷，但尹恩惠為了完成接演《Love song》的口頭承諾，出演了該劇製作公司的另一部劇《對我說謊試試》。
2015年，在中國出演的綜藝節目《女神的新衣》，這個節目是由參加的明星進行服裝設計的比賽，尹恩惠最終以一件白色外套勝出奪冠，然而不久便遭到韓國服裝品牌「ARCHE」設計師尹春浩指出，尹恩惠抄襲了自己當年春天發表的作品。但事發的當下，尹恩惠卻沒有對此做出正面回應，直到出席活動時才表示：「很抱歉引起大家討論，我會成為更加努力的尹恩惠。 」
直到今日，尹恩惠仍然沒有妥善表達歉意，韓國人對明星除了欣賞崇拜，更賦予了崇高的標準審查，做錯事卻不認錯的作為，是無法原諒的原因。去年尹恩惠曾經出演tvN的節目《需要對話的狗貓》，卻依然獲得一片負評。
2018年，時隔五年終於再演出新作的尹恩惠，這回將在改編小說的《心動警報》飾演出道15年，卻因為一樁戀愛緋聞面臨危機的大明星，將與女人緣很好，但對談戀愛無感的皮膚科醫生車優賢，展開趣味的契約戀情，也許通過這部戲劇，她能發揮最擅長的精湛演技，再次讓粉絲重新接受她。

## 演出作品

### 電視劇
註：粗體字之飾演角色為主演之劇集。
| 播出年份 | 電視台 | 劇名                     | 角色   | 登場集數 | 備註           |
| 2002     | MBC    | 男生女生向前走           |        |          |                |
| 2003     | SBS    | 一直活著吧               |        | 155      |                |
| 2003     | MBC    | 屋頂塔上的蟒蛇           |        |          |                |
| 2003     | MBC    | 男生女生向前走（第四季） |        | 19       |                |
| 2004     | KBS    | 處境喜劇Bang Bang        |        |          |                |
| 2005     |        | 不是一個人               |        | 13       |                |
| 2005     | MBC    | 處境喜劇彩虹羅曼史       |        |          |                |
| 2006     | MBC    | 宮                       | 申彩靜 | 全劇     | 水木迷你連續劇 |
| 2006     | KBS    | 葡萄園裏的那男子         | 李智賢 | 全劇     | 月火迷你連續劇 |
| 2007     | MBC    | 咖啡王子1號店            | 高恩燦 | 全劇     | 月火連續劇     |
| 2009     | KBS    | 拜託小姐                 | 江惠娜 | 全劇     | 水木連續劇     |
| 2010     | MBC    | 個人取向                 | 尹恩秀 | 8        | 水木迷你連續劇 |
| 2011     | SBS    | 對我說謊試試             | 孔雅貞 | 全劇     | 月火連續劇     |
| 2012     | MBC    | 想你                     | 李秀妍 | 全劇     | 水木迷你連續劇 |
| 2013     | KBS    | 未來的選擇               | 羅未來 | 全劇     | 月火迷你連續劇 |
| 2018     | MBN    | 心動警報                 | 尹有貞 | 全劇     | 水木連續劇     |

### 電影
註：粗體字之飾演角色為主演之電影。
| 片名                | 公映日期 | 飾演角色 |
| 2002年              |          |          |
| 緊急措施19號 （）   |          |          |
| 2006年              |          |          |
| 聖誕出逃記          | 3月30日  | 韓敏朱   |
| 2011年              |          |          |
| 我的黑色小禮服 （） | 3月24日  | 李余敏   |
| 2015年              |          |          |
| 許三觀              |          | 林芬芳   |
| 2016年              |          |          |
| 愛後愛              |          | 은홍     |

### 音樂錄影帶
- Banana Girl「Bubi Bubi」
- 金鐘國「愛你的話」（2006年）[4]
- 2PM「TikTok」[5]

### 歌曲
- I Love You[6]（2008年）
- 沙拉紀念日[7]（2008年）
- Dash Girl、Romance[8]（《拜託小姐》OST；2009年）
- Love is my blind（《我的黑色小禮服[3]》；2011年）

### 主持
- Show MTV Style（2002年）
- 2005 MBC歌謠大慶典（MBC，2005年）
- 第二十四屆兒歌創作大賽（2006年4月28日）
- 2007 MBC歌謠大慶典（MBC，2007年12月31日）
- 2024 MBC演藝大獎（MBC，2025年1月28日）

### 形象大使
- 韩国红十字会宣传大使（2002年5月 - 2003年3月）
- 市民议会宣传大使（2002年8月）
- 大韩航空形象大使（2004年5月）
- 情报化社区宣传大使（2005年）
- 信息网络村（Information Network Village）大使（2002年10月）
- 三星企业形象大使（2006年4月）

### 其他演出
- 2005年 MBC演技大賞 人氣賞頒獎嘉賓
- 首爾貿易展覽中心擔任時裝秀的模特兒（2006年4月24日）
- 三星社區服務-與小朋友探索科學（2006年9月23日）
- 臺灣亞太影展 最佳攝影獎頒獎嘉賓（2006年11月24日）
- 第21屆韓國金唱片獎頒獎典禮（2006年12月14日）
- 第27屆韓國青龍電影獎 攝影獎與劇作獎頒獎嘉賓（2006年12月15日）
- 第22屆韓國金唱片大獎頒獎典禮 製作人獎與金唱片大獎頒獎嘉賓（2007年12月14日）
- 2007年 MBC演藝大賞 演藝大賞頒獎嘉賓（2007年12月29日）
- 2007年 MBC演技大賞 男新人賞與女新人賞頒獎嘉賓（2007年12月30日）

## 獎項

### 歌手類
- SBS歌曲大賽 新人歌手獎（1998年）
- SBS歌曲大賽 最受歡迎獎（1998年）
- Sports Seoul歌曲大賽 新人獎（1998年）
- 第10屆首爾歌曲大獎 最佳歌手獎（1999年）
- Model Line 評選的Best Dresser （2001年）
- SBS歌曲大賽 大獎（2002年）
- KMA 年度最佳歌手（2003年）
- 韓國音樂頒獎禮年度歌手獎（2003年）

### 演出類
- 格萊美獎 - 最佳女主角（《葡萄園裏的那男子》，2006年）
- MBC演技大賞 - 女子新人獎（《宮》，2006年）
- KBS演技大賞 - 女子新人獎、最佳情侶獎（《葡萄園裏的那男子》，2006年）
- MBC演技大賞 - 女子最優秀演技獎（《咖啡王子1號店》，2007年）
- 第44屆百想藝術大賞 - 電視部門 女子最優秀演技獎（《咖啡王子1號店》，2008年）
- KBS演技大賞 - 人氣獎、最佳情侶獎（《拜託小姐》，2010年）
- MBC演技大賞 - 人氣獎、韓流明星獎（《想你》，2012年）
- 2012 DramaFever Award - 最佳女演員獎（2012年）[9]

## 外部連結
- 尹恩惠官方網站（JArmy Entertainment） （页面存档备份，存于）
- 尹恩惠個人Blog（Cyworld） （页面存档备份，存于）
- 尹恩惠twitter （页面存档备份，存于） 
- 尹恩惠FB （页面存档备份，存于） 
- 尹恩惠在互联网电影资料库（IMDb）上的資料（英文）
- 尹恩惠instagram （页面存档备份，存于）
- YouTube上的尹恩惠頻道 （页面存档备份，存于）